# 中山大学校长列表
中山大学自其前身国立广东大学于1924年成立以来，学校最高行政首长历经多个职务，但是可统称为校长，下表为中山大学历任校长。1949年中国共产党接管中山大学后，学校实行党委领导下的行政首长负责制，成为双首长制，因此1949年后的历任中山大学党委书记一并列出。
私立岭南大学、中山医科大学校长未列入本条目。

## 历任校长
| 校名         | 职务                 | 姓名     | 就任日期       | 离任日期       | 备注 |
| ------------ | -------------------- | -------- | -------------- | -------------- | --- |
| 国立广东大学 | 筹备主任             | 邹鲁     | 1924年2月6日   | 1924年6月8日   | |
| 国立广东大学 | 校长                 | 邹鲁     | 1924年6月9日   | 1925年11月30日 | 因参加西山会议被免职。 |
| 国立广东大学 | 管理委员会主席       | 顾孟余   | 1925年11月30日 | 1926年6月      | 邹鲁被免职后，由汪精卫、谭延闿、伍朝枢、陈公博、顾孟余等5人组成国立广东大学管理委员会成为最高治校机关，但期间仍设置代理校长职务。顾孟余虽名义上担任管理委员会主席，但是并未经常参与学校管理。 |
| 国立广东大学 | 代理校长             | 陈公博   | 1925年11月30日 | 1926年2月      | |
| 国立广东大学 | 代理校长             | 褚民谊   | 1926年2月      | 1926年6月      | |
| 国立广东大学 | 代理校长             | 经亨颐   | 1926年8月      | 1926年10月14日 | 代理戴季陶职缺。 |
| 国立广东大学 | 校长                 | 戴季陶   | 1926年6月1日   | 1926年8月17日  | 同时担任国立中山大学筹备主任。但是，戴季陶获任校长一职后未及时就任，直到1926年9月30日才到校赴任。在此之前，校长职务由副校长经亨颐代理。                                                       |
| 国立中山大学 | 校长                 | 戴季陶   | 1926年8月17日  | 1926年10月14日 | 同时担任国立中山大学筹备主任。但是，戴季陶获任校长一职后未及时就任，直到1926年9月30日才到校赴任。在此之前，校长职务由副校长经亨颐代理。                                                       |
| 国立中山大学 | 管理委员会委员长     | 戴季陶   | 1926年10月14日 | 1927年6月1日   | |
| 国立中山大学 | 校长                 | 戴季陶   | 1927年6月1日   | 1930年9月12日  | |
| 国立中山大学 | 职务空缺             | 职务空缺 | 1930年9月12日  | 1931年6月      | 由副校长朱家骅主持校务。 |
| 国立中山大学 | 代理校长             | 许崇清   | 1931年6月      | 1932年1月      | 许崇清一生中三度担任中山大学校长或代理校长，累计共20年，为中山大学校史上累计担任校长时间最长者。此为许崇清首次执掌中山大学。                                                                  |
| 国立中山大学 | 校长                 | 邹鲁     | 1932年2月1日   | 1940年4月      | 此为邹鲁第二次执掌中山大学。 |
| 国立中山大学 | 代理校长             | 许崇清   | 1940年4月      | 1941年7月      | 此为许崇清第二次执掌中山大学。 |
| 国立中山大学 | 代理校长             | 张云     | 1941年7月      | 1942年5月      | 张云一生中三度担任中山大学校长或代理校长。但与许崇清不同，张云每次任职时间极短，且第二次获任后未到任。此为张云此为首次执掌中山大学。                                                          |
| 国立中山大学 | 代理校长             | 金曾澄   | 1942年5月      | 1945年12月     | |
| 国立中山大学 | 校长                 | 王星拱   | 1945年12月     | 1948年6月      | |
| 国立中山大学 | 校长                 | 张云     | 1948年6月      | 1948年10月     | 此为张云第二次获任中山大学校长，但是未到任，校长职务由陈可忠代理。 |
| 国立中山大学 | 代理校长             | 陈可忠   | 1948年6月      | 1948年10月     | 代理张云职缺。 |
| 国立中山大学 | 校长                 | 陈可忠   | 1948年10月     | 1949年6月      | |
| 国立中山大学 | 校长                 | 张云     | 1949年6月      | 1949年9月      | 此为张云第三次获任中山大学校长。张云也是最后一任由中华民国政府委任的中山大学校长。 |
| 国立中山大学 | 军管代表             | 李凡夫   | 1949年10月     | 1950年2月      | 1949年10月2日中国人民解放军广州市军事管制委员会公告对国立中山大学开始进行接管工作，接管工作组驻校，李凡夫为军管代表。                                                                         |
| 国立中山大学 | 临时校务委员会代主任 | 刘渠     | 1950年1月25日  | 1951年2月      | 此期间广东省军管会任命由14名教授组成的临时校务委员会集体负责校务，未设主任一职。刘渠任临时校务委员会副主任、秘书长并代行主任职务，同时担任国立中山大学军事管制委员会联络小组组长。            |
| 国立中山大学 | 校长                 | 许崇清   | 1951年2月      | 1968年9月      | 中国共产党接管中山大学后的首任正式校长，这也是许崇清第三次执掌中山大学。许崇清于1961年12月当选为广东省人民委员会副省长，但继续兼任中山大学校长。                                              |
| 中山大学     | 校长                 | 许崇清   | 1951年2月      | 1968年9月      | 中国共产党接管中山大学后的首任正式校长，这也是许崇清第三次执掌中山大学。许崇清于1961年12月当选为广东省人民委员会副省长，但继续兼任中山大学校长。                                              |
| 中山大学     | 革命委员会主任       | 崔金锡   | 1968年9月      | 1973年1月      | |
| 中山大学     | 革命委员会主任       | 李嘉人   | 1973年1月      | 1976年7月      | |
| 中山大学     | 革命委员会主任       | 杨毅     | 1976年7月      | 1977年12月     | |
| 中山大学     | 革命委员会主任       | 李嘉人   | 1977年12月     | 1979年3月11日  | |
| 中山大学     | 校长                 | 李嘉人   | 1979年3月12日  | 1979年12月22日 | 任内逝世。 |
| 中山大学     | 职务空缺             | 职务空缺 | 1979年12月23日 | 1982年9月      | 由于原校长李嘉人逝世，此期间校长职务空缺，由党委书记、副校长黄焕秋主持学校党政工作。 |
| 中山大学     | 校长                 | 黄焕秋   | 1982年9月      | 1984年7月      | |
| 中山大学     | 校长                 | 李岳生   | 1984年7月      | 1991年4月      | |
| 中山大学     | 校长                 | 曾汉民   | 1991年4月      | 1995年6月      | |
| 中山大学     | 校长                 | 王珣章   | 1995年6月      | 1999年8月      | |
| 中山大学     | 校长                 | 黄达人   | 1999年8月      | 2010年12月23日 | |
| 中山大学     | 校长                 | 许宁生   | 2010年12月23日 | 2014年10月24日 | 许宁生于2014年10月24日调任复旦大学校长。 |
| 中山大学     | 职务空缺             | 职务空缺 | 2014年10月24日 | 2015年1月27日  | |
| 中山大学     | 校长                 | 罗俊     | 2015年1月27日  | 2021年11月19日 | |
| 中山大学     | 校长                 | 高松     | 2021年11月19日 | 至今           | |

## 历任党委书记
| 校名     | 职务         | 姓名   | 就任日期      | 离任日期      | 备注 |
| -------- | ------------ | ------ | ------------- | ------------- | --- |
| 中山大学 | 党支部书记   | 冯乃超 | 1951年4月19日 | 1953年底      | 中国共产党至迟于1925年底已经在国立广东大学秘密创建基层组织。1951年4月19日，中国共产党广州市中山大学支部委员会举行向群众公开大会。 |
| 中山大学 | 党总支书记   | 梁未闻 | 1954年        | 1954年11月    | |
| 中山大学 | 分党委书记   | 梁未闻 | 1954年11月    | 1955年8月     | |
| 中山大学 | 党委书记     | 龙潜   | 1955年8月     | 1956年6月     | |
| 中山大学 | 党委第一书记 | 冯乃超 | 1956年6月     | 1965年2月     | |
| 中山大学 | 党委书记     | 李嘉人 | 1965年2月     | 1970年6月     | |
| 中山大学 | 党委书记     | 崔金锡 | 1970年7月     | 1973年1月     | |
| 中山大学 | 党委书记     | 李嘉人 | 1973年1月     | 1976年7月     | |
| 中山大学 | 党委书记     | 杨毅   | 1976年7月     | 1977年12月    | |
| 中山大学 | 党委书记     | 李嘉人 | 1977年12月    | 1979年3月     | |
| 中山大学 | 党委书记     | 黄焕秋 | 1979年3月     | 1984年7月     | |
| 中山大学 | 党委书记     | 张幼峰 | 1984年7月     | 1991年4月     | |
| 中山大学 | 党委书记     | 黄水生 | 1991年4月     | 1996年9月     | |
| 中山大学 | 党委书记     | 许学强 | 1996年9月     | 1998年4月     | |
| 中山大学 | 党委书记     | 李延保 | 1998年11月    | 2006年1月     | |
| 中山大学 | 党委书记     | 郑德涛 | 2006年1月     | 2015年9月18日 | |
| 中山大学 | 党委书记     | 陈春声 | 2015年9月18日 | 2024年9月29日 | |
| 中山大学 | 党委书记     | 朱孔军 | 2024年9月29日 | 至今          | |